# Cazarilh-Laspènes
Cazarilh-Laspènes (do 2014 roku pod nazwą Cazaril-Laspènes) – miejscowość i gmina we Francji, w regionie Oksytania, w departamencie Górna Garonna. W 2013 roku populacja gminy wynosiła 28 mieszkańców. 
3 grudnia 2014 roku zmieniono nazwę gminy z Cazaril-Laspènes na Cazarilh-Laspènes. 